# فرودگاه پالو ورده
 فرودگاه پالو ورده (به انگلیسی: Palo Verde Airport) یک فرودگاه همگانی با کد یاتا PVP است که یک باند فرود آسفالت دارد و طول باند آن ۱۷۳۱ متر است. این فرودگاه در کشور مکزیک قرار دارد و در ارتفاع ۱۷ متری از سطح دریا واقع شده است.